# Parachartergus aztecus
Parachartergus aztecus är en getingart som beskrevs av Willink 1959. Parachartergus aztecus ingår i släktet Parachartergus och familjen getingar. Inga underarter finns listade i Catalogue of Life.